# 宮野河内村
宮野河内村（みやのかわちむら）は、熊本県の天草諸島、天草下島に存在していた村。

## 歴史
- 1889年（明治22年）4月1日 - 町村制の施行に伴い、単独で自治体を形成。
- 1956年（昭和32年）4月1日 - 河浦町へ編入。